# Андерсон, Линдсей
Линдсей Гордон Андерсон (англ. Lindsay Gordon Anderson; 17 апреля 1923, Бангалор, Британская Индия — 30 августа 1994, Ангулем, Шаранта, Франция) — британский режиссёр театра, кино и телевидения, кинокритик, представитель «британской новой волны» и движения «Свободное кино». В основном Андерсон снимал телевизионные документальные фильмы, всего он поставил восемь полнометражных кинофильмов, наиболее известные из которых составляют кинотрилогию о жизни Мика Трэвиса.

## Биография

### Ранние годы
Линдсей Андерсон родился 17 апреля 1923 года в Бангалоре, в семье британского офицера, служившего в Индии. Обучался в Англии: сначала в Челтенхэмском колледже, где познакомился с писателем и сценаристом Гэвином Ламбертом, затем в Оксфордском университете.
Прежде чем углубиться в кинопроизводство, Андерсон успел стать видным кинокритиком, писал для влиятельного журнала Sequence (1947—1952), соучредителем которого был наряду с Гэвином Ламбертом и Карелом Рейшем, позднее писал для Британского института кинематографии в журнале Sight and Sound и в либеральной газете New Statesman. В 1956 году в полемической статье Stand Up, Stand Up (с англ. — «Восстань, восстань!») для Sight and Sound, он жёстко критиковал современные киноприёмы, в частности, стремление к объективности. Используя в качестве примера некоторые замечания, сделанные Алистером Куком в 1935 году, где Кук утверждал, что политика выступает как критик, Андерсон пояснил:

Проблемы долга только на первый взгляд очевидны … Отказ от критиков несёт моральную ответственность, но лишь если принести в жертву своё достоинство. … [Предложения:] проведение либеральной, или гуманной, ценности; с оговоркой, чтобы они не должны заходить слишком далеко, принятие тона, который позволяет писателю уклониться через юмор [означают] фундаментальные вопросы позволяющие не воспротивиться.
— 

### Движение «Свободное кино»
После ряда заметок, которые Андерсон и его друг, сценарист национального театра Карел Рейш опубликовали, стремясь привлечь внимание общества к независимому производству кинофильмов, будущий режиссёр разработал собственную философию кино, оформленную в конце 1950-х годов в движение «Свободное кино». Деятели движения считали, что британское кино должно отказаться от традиционных классовых рамок.
Вместе с Карелом Рейшем, Тони Ричардсоном и другими молодыми режиссёрами ему удалось найти финансирование (из различных источников, в том числе британского филиала компании «Форд Англии») для своих проектов, в результате чего на экраны вышел целый ряд полемичных короткометражных документальных фильмов, посвящённых различным остросоциальным темам. Первым настоящим успехом Андерсона был короткометражный фильм «Дети четверга» (1954), повествующий о спецшколе для глухих детей. Картину Андерсон снял в сотрудничестве с Гаем Брентоном (одним из своих оксфордских друзей). Фильм удостоился премии «Оскар» за лучшую короткометражную документальную работу в 1954 году.
Первый полнометражный художественный фильм Андерсона — «Такова спортивная жизнь» (1963) — был включён в программу Каннского кинофестиваля. Проект был впервые обсужден на ранг организации в качестве возможного проекта Джозефа Лоузи, американского режиссёра, известного своим плодотворным сотрудничеством с писателем Гарольдом Пинтером, а затем работа над фильмом была передана Карелу Рейшу, который в то время снимет другой фильм на Севере Англии («Субботняя ночь и в воскресенье утром»), передал его своему другу, Линдсею Андерсону. Андерсон попросил Рейша продюсировать фильм.
Кроме работы в кино, Андерсон известен как театральный режиссёр. Он в течение длительного времени был режиссёром театра Royal Court Theatre. Наиболее известная его картина — «Если» — в 1969 году была удостоена «Золотой пальмовой ветви», главной награды этого фестиваля.

### Смерть
Линдсей Андерсон умер 30 августа 1994 года во Франции в городе Ангулем, в возрасте 71 года. После смерти режиссёра Британский институт кино в рамках проекта «Век кино» поручил режиссёру Стивену Фрирзу снять телефильм о британском кино, названный «История английского кино от Стивена Фрирза». Фильм Фрирза был посвящён и выражал благодарность трем режиссёрам британского кино: Александру Макендрику, Линдсею Андерсону, Дереку Джармену.

## Личная жизнь
В мемуарах Гэвина Ламберта, посвящённых в основном Линдсею Андерсону, о нём было написано как о предателе своих друзей. Помимо этого Ламберт утверждал, что Андерсон был латентным гомосексуалистом. Макдауэлл процитировал это утверждение в 2006 году и добавил:

«Я знаю, что он был влюблён в Ричарда Харриса, снявшегося в его фильме „Такова спортивная жизнь“. Я уверен, что это было так же, как и со мной, и с Альбертом Финни, и всеми остальными. Это была не физическая любовь. Но я полагаю, он всегда влюблялся в своего основного актёра. Он всегда выбирал гетеросексуала, то есть того, кто был недостижим».

## Фильмография
| Год  |   | Русское название             | Оригинальное название     | Роль                          |
| ---- | - | ---------------------------- | ------------------------- | ----------------------------- |
| 1952 | ф | Уэйкфилд Экспресс            | Wakefield Express         | режиссёр                      |
| 1953 | ф | О, Дримлэнд                  | O Dreamland               | режиссёр, сценарист           |
| 1954 | ф | Дети четверга                | Thursday's Children       | режиссёр                      |
| 1957 | ф | Каждый день, кроме Рождества | Everyday Except Christmas | режиссёр                      |
| 1963 | ф | Такова спортивная жизнь      | This Sporting Life        | режиссёр                      |
| 1967 | ф | Белый автобус                | The White Bus             | режиссёр, продюсер, сценарист |
| 1968 | ф | Если                         | If….                      | режиссёр, продюсер            |
| 1973 | ф | О, счастливчик!              | O Lucky Man!              | режиссёр, продюсер            |
| 1975 | ф | В праздник                   | In Celebration            | режиссёр                      |
| 1980 | ф | Оглянись во гневе            | Look Back in Anger        | режиссёр                      |
| 1982 | ф | Госпиталь «Британия»         | Britannia Hospital        | режиссёр                      |
| 1987 | ф | Августовские киты            | The Whales of August      | режиссёр                      |

## Награды и номинации

### Премия «Оскар»
- 1954 — Премия «Оскар» в номинации за лучшую короткометражную документальную работу (фильм «Дети четверга»)

### Премия BAFTA
- 1969 — Выдвинут на премию BAFTA в номинации лучшего режиссёра (фильм «Если»)

### Каннский кинофестиваль
- 1963 — Номинирован на премию «Золотая пальмовая ветвь» (фильм «Такова спортивная жизнь»)
- 1969 — «Золотая пальмовая ветвь» (фильм «Если....»)
- 1973 — Номинирован на премию «Золотая пальмовая ветвь» (фильм «О, счастливчик!»)
- 1983 — Номинирован на премию «Золотая пальмовая ветвь» (фильм «Госпиталь «Британия»»)

### Премия «DAFF»
- 1987 — Номинирован на приз критики (фильм «Августовские киты»)

### Премия фестиваля Fantasporto
- 1983 — Номинирован на Главный приз фестиваля Fantasporto за лучший полнометражный фильм («Госпиталь „Британия“»)
- 1983 — Специальный приз жюри (фильм «Госпиталь „Британия“»)